# كيتي دي لا كروز
كيتي دي لا كروز هي مغنية وعازفة جاز وممثلة فلبينية، ولدت في 13 فبراير 1907 في الفلبين، وتوفيت في 10 نوفمبر 2004 في سان فرانسيسكو في الولايات المتحدة. من الجوائز التي نالتها جائزة فاماس ‏.

## جوائز
- جائزة فاماس [الإنجليزية]‏

## وصلات خارجية
- كيتي دي لا كروز على موقع IMDb (الإنجليزية)
- كيتي دي لا كروز على موقع قاعدة بيانات الفيلم (الإنجليزية)